# Epodo
Epodo, na poesia, é a terceira parte de uma ode, que se segue à estrofe e à  antístrofe, e completa o movimento.
Em um determinado momento o coro, que previamente cantavam à direita do altar ou palco, e depois para a esquerda deles, combinou e cantou em uníssono, ou permitiu ao corifeu de cantar para todos, enquanto permanecia em pé no centro. Com o aparecimento de Estesícoro e a evolução da lírica coral, uma espécie aprendida e artificial de poesia começou a ser cultivada na Grécia, e uma nova forma, o epodo-canção, veio à existência. Ele consistia de um verso de trímetro iâmbico, seguido de um verso de dímetro iâmbico, e relata-se que, embora o epodo foi levado à sua máxima perfeição por Estesícoro, um poeta anterior, Arquíloco, foi realmente o inventor desta forma.
O epodo logo tomou um lugar cativo na poesia coral, que foi perdido quando esse ramo da literatura diminuiu. Mas expandiu-se além da ode, e nos dramaturgos primitivos, encontramos numerosos exemplos de monólogos e diálogos enquadrados no sistema epódico. Na poesia latina do epodo foi cultivado, no arcaísmo consciente, tanto como uma parte do hino e como um ramo independente da poesia. Da classe anterior, os epitalâmios de Catulo, fundados sob uma imitação de Píndaro, apresentam exemplos de estrofe, antístrofe e epodo, e foi observado que o celebrado poema de Horácio, começando "Quem aut virum heroa lyra vel acri", possui este caráter triplo.